# Province de San Juan
 (juillet 2023).
La mise en forme du texte ne suit pas les recommandations de Wikipédia : il faut le « wikifier ».
Les points d'amélioration suivants sont les cas les plus fréquents. Le détail des points à revoir est peut-être précisé sur la page de discussion.
- Les titres sont pré-formatés par le logiciel. Ils ne sont ni en capitales, ni en gras.
- Le texte ne doit pas être écrit en capitales (les noms de famille non plus), ni en gras, ni en italique, ni en « petit »…
- Le gras n'est utilisé que pour surligner le titre de l'article dans l'introduction, une seule fois.
- L'italique est rarement utilisé : mots en langue étrangère, titres d'œuvres, noms de bateaux, etc.
- Les citations ne sont pas en italique mais en corps de texte normal. Elles sont entourées par des guillemets français : « et ».
- Les listes à puces sont à éviter, des paragraphes rédigés étant largement préférés. Les tableaux sont à réserver à la présentation de données structurées (résultats, etc.).
- Les appels de note de bas de page (petits chiffres en exposant, introduits par l'outil «  Source ») sont à placer entre la fin de phrase et le point final[comme ça].
- Les liens internes (vers d'autres articles de Wikipédia) sont à choisir avec parcimonie. Créez des liens vers des articles approfondissant le sujet. Les termes génériques sans rapport avec le sujet sont à éviter, ainsi que les répétitions de liens vers un même terme.
- Les liens externes sont à placer uniquement dans une section « Liens externes », à la fin de l'article. Ces liens sont à choisir avec parcimonie suivant les règles définies. Si un lien sert de source à l'article, son insertion dans le texte est à faire par les notes de bas de page.
- La présentation des références doit suivre les conventions bibliographiques. Il est recommandé d'utiliser les modèles {{Ouvrage}}, {{Chapitre}}, {{Article}}, {{Lien web}} et/ou {{Bibliographie}}. Le mode d'édition visuel peut mettre en forme automatiquement les références.
- Insérer une infobox (cadre d'informations à droite) n'est pas obligatoire pour parachever la mise en page.

Pour une aide détaillée, merci de consulter Aide:Wikification.
Si vous pensez que ces points ont été résolus, vous pouvez retirer ce bandeau et améliorer la mise en forme d'un autre article.
Pour les articles homonymes, voir San Juan.
La province de San Juan est une province de l'Argentine située à l'ouest du pays. Elle est limitée au nord par la province de La Rioja, au sud-est par la province de San Luis, au sud par la province de Mendoza et à l'ouest par la cordillère des Andes, qui la sépare du Chili.
Elle fait partie de la région de Cuyo.

## Géographie
La province fait partie de la région géographique de Cuyo. Elle présente un relief montagneux, composé de trois cordillères : la cordillère Principale ou occidentale (qui fait frontière avec le Chili), la cordillère Frontale ou orientale - un peu moins élevée -, et la pré-cordillère. 

Entre la cordillère frontale et la précordillère sont intercalées des vallées tectoniques longitudinales (nord-sud), appelées Valles Altos (Llanos de San Guillermo, Valle de Iglesia, Valle de Calingasta et Pampa del Leoncito).

La précordillère constitue une barrière que seuls le río Jáchal et le río San Juan parviennent à traverser. Elle est constituée d'une série de cordons discontinus hauts de plus de 4 000 mètres. Parmi ceux-ci, on peut citer la sierra de la Punilla, la sierra del Volcán, la sierra Negra, la sierra de la Invernada et la sierra del Tontal.

La zone de la précordillère est un des endroits du pays les plus instables, avec une grande fréquence de mouvements sismiques.
L'est de la province est une vaste zone de plaines sèches et arides, dénommées "travesías". Cette région est traversée par des sierras isolées qui font partie de ce qu'on appelle le système des Sierras pampéennes.
La province comprend une zone sismique connue pour la sévérité des mouvements des plaques tectoniques. Ainsi en a-t-il été du terrible tremblement de terre de San Juan en 1944.

## Histoire

### Les premiers habitants - Les Amérindiens

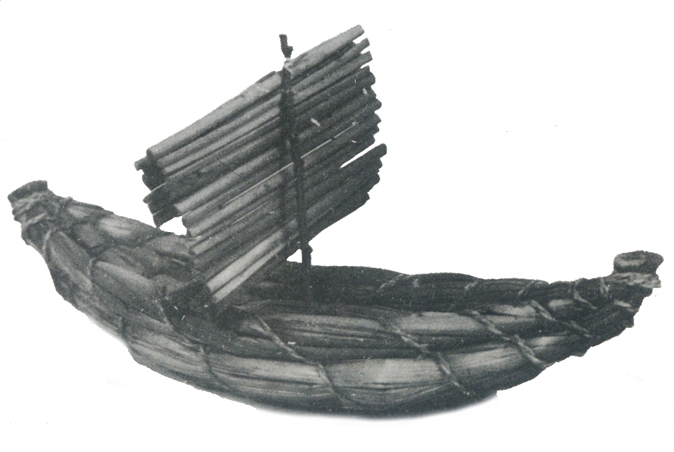
Canoë Huarpe Huanacache - Museo de Ciencias Naturales y Antropológicas Cornelio Moyano, à Mendoza.

Avant l'arrivée des Espagnols, le territoire de la province de San Juan était habité par plusieurs peuples indigènes : les Huarpes (au sud), les Olongastas (es) (au nord-ouest), les Capayans (es) (au nord-est, dans les vallées de Vinchina, Guandacol et Jáchal), les Yacampis (es) au nord-ouest, dans les Andes.
Les Huarpes étaient une ethnie pacifique. Ils habitaient une grande partie de ce que l'on appelle aujourd'hui le valle del Tulum.
Leur zone d'influence s'étendait aux sierras de Zonda, d'Ullum, de Villicum et de Pie de Palo, ainsi qu'aux sommets de Valdivia. On les trouvait aussi dans le bassin du río Bermejo-Vinchina et dans la vaste zone des Lagunas de Guanacache (ou Huanacache), ainsi que sur les deux rives du río Desaguadero.
Leurs activités principales étaient l'agriculture et l'élevage. Ils vivaient sur des terres irriguées par des réseaux de canaux et de petits aqueducs qu'ils construisaient pour garantir l'irrigation et la production du maïs, du quinoa, de pois, de courges et de citrouilles. Le maïs constituait l'élément fondamental de leur régime ; ils le consommaient grillé ou cuit, et parfois le séchaient au soleil pour obtenir de la chuchoca (maïs cuit et sec, que l'on utilise comme condiment). Ils élevaient des lamas et des guanacos tant pour l'alimentation que pour le transport. Ils chassaient le guanaco, le nandou et d'autres petits animaux. Ils conservaient la viande en la séchant au soleil. Ils récoltaient les œufs de nandou et cueillaient les fruits du chañar et de l'algarrobo.
Les Capayans, apparentés aux Diaguitas du Nord-Ouest argentin, vivaient dans la zone occupée aujourd'hui par les départements de Jáchal et d'Iglesia, au nord du territoire des Huarpes. Ils étaient bons agriculteurs, activité qu'ils pratiquaient avec l'appui de l'irrigation artificielle. Ils cultivaient le maïs qu'ils gardaient dans des greniers semi-souterrains. Ils vivaient groupés, dans des maisons faites d'argile munies de toits de bois. Le peuple capayán se distinguait par son habileté dans l'artisanat céramique : ils fabriquaient des vases à large goulot ornés de dessins géométriques.
Les Yacampis habitaient dans le Valle del río Bermejo et dans le département de Valle Fértil. La documentation historique mentionne que leurs communautés étaient très nombreuses et vivaient avant tout de l'élevage du lama. Ils collectaient aussi et pratiquaient l'agriculture. Ils furent ultérieurement gardiens et éleveurs de troupeaux dans les estancias espagnoles. Ils utilisaient la pierre pour confectionner des pointes de flèche, des haches, des couteaux, des grattoirs, des colliers et des pipes.

### La colonisation espagnole
En 1551, le capitaine Francisco de Villagra parcourut la région qui forme aujourd'hui les provinces de San Juan et de Mendoza. Bientôt plusieurs groupes d'Espagnols sillonnèrent la région, envoyés par les autorités de la Capitainerie Générale du Chili, laquelle était une division territoriale de la Vice-royauté du Pérou. Ces expéditions prirent contact avec les Indiens Huarpes, qui reçurent pacifiquement les Espagnols. Un des motifs pour lesquels les colonisateurs prirent possession de la région fut la présence d'un grand nombre d'Amérindiens qui pouvaient être emmenés au Chili pour y travailler, dans les champs ou dans les mines.
En 1562, Juan Jufré de Loayza y Montese (es), fonda San Juan de la Frontera, dans la vallée de Tucuna, sur ordre de Francisco de Villagra, capitaine général du Chili. La ville reçut ce nom en l'honneur du saint patron Jean le Baptiste. Le territoire sous sa juridiction s'étendait jusqu'aux frontières avec le Tucumán. Jufré avait réparti les terrains de la région entre ses hommes et mobilisa environ 1 500 indigènes en encomiendas. 

Fin 1593 une crue violente du río San Juan détruisit la précaire cité. Luis Jufré y Meneses, cinquième fils du fondateur, la transféra 25 cuadras plus au sud. La ville nouvelle commença dès lors à croître, mais eut encore à supporter maintes fois de nouvelles inondations, des épidémies et des séismes souvent violents.
Le 25 juin 1751, Juan de Echegaray, fonda la ville de San José de Jáchal, actuel chef-lieu du département de Jáchal et centre d'une importante région agricole.
San Juan faisait partie du Corregimiento de Cuyo , dont la capitale se situait à Mendoza et qui faisait partie de la Capitainerie Générale du Chili, dépendante de la Vice-royauté du Pérou.
Lors de la création de la vice-royauté du Río de la Plata en 1777, le Corregimiento de Cuyo y fut englobé et fut donc séparé de la juridiction chilienne.
L'ordonnance royale du 28 janvier 1782 divisa la vice-royauté du Río de la Plata en huit « gouvernements-intendance », en plus des gouvernements militaires et politiques de Montevideo (Uruguay) et des anciennes missions jésuitiques (centrées sur le territoire actuel du Paraguay). L'ordonnance créait ainsi l'intendance de Cuyo. Mais la durée de cette dernière fut très brève. En effet cette structure fut modifiée la même année par l'ordre royal du 29 juillet 1782 puis par la cédule du 5 août 1785, qui supprimaient les intendances de Cuyo et de Santa Cruz de la Sierra, et divisaient l'intendance du Salta del Tucumán en deux : Salta au nord, et Tucumán au sud. Le Cuyo se vit ainsi intégré au sein de la nouvelle intendance de Córdoba del Tucumán.

### Révolution et Indépendance
Le 7 juillet 1810, une assemblée reconnut la Première Junte de Buenos Aires qui avait déclaré l'indépendance face au royaume d'Espagne, et envoya José Ignacio Fernández Maradona comme député à la Junta Grande.
Le 29 novembre 1813, l'ancien gouvernement-intendance de Cuyo est recréé, se séparant ainsi de celle de Córdoba del Tucumán. L'entité nouvelle comprenait les provinces actuelles de San Luis, Mendoza et San Juan. Le premier gouverneur-intendant du Cuyo est le colonel Florencio Terrada ; le second le colonel Marcos Balcarce et le suivant José de San Martín.
En 1815, le clerc fray Justo Santa María de Oro et Francisco Narciso Laprida sont élus comme députés de San Juan au Congrès de Tucumán.

### Autonomie provinciale

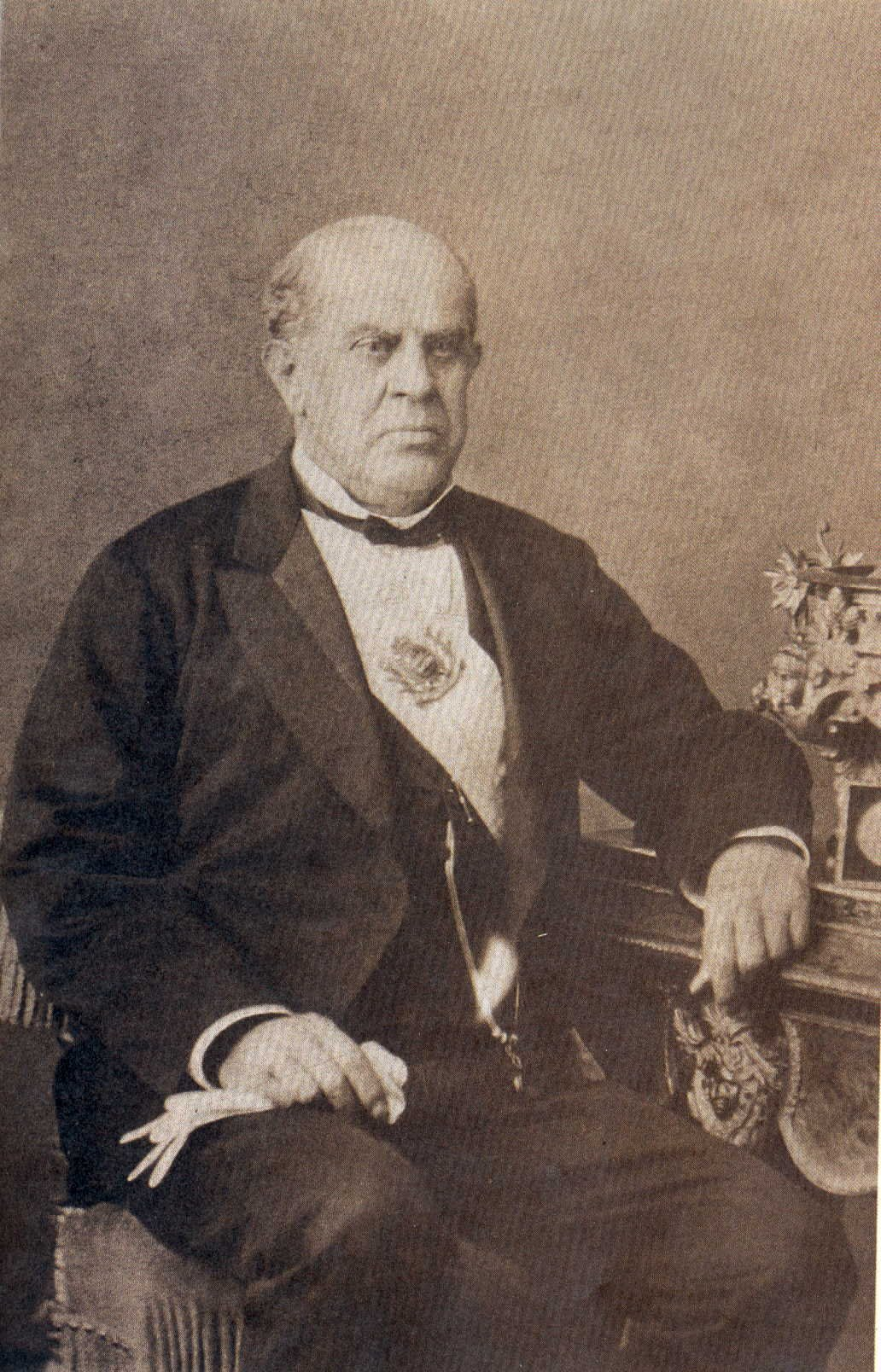
Domingo Faustino Sarmiento. Originaire de la province, il en fut gouverneur de 1862 à 1864, avant de devenir Président de la Nation argentine.

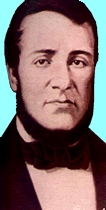
Antonino Aberastain, gouverneur de San Juan.

En février 1820, la bataille de Cepeda, se soldant par la victoire des caudillos fédéralistes, avait causé la chute du Directoire, organe du pouvoir exécutif argentin, et le gouvernement national fut dissous le 11 février. Dès lors, une assemblée ouverte réunie à San Juan le 27 février puis le 1er mars décida l'autonomie de San Juan comme nouvelle province de la fédération. Ceci allait entraîner la dissolution de la province de Cuyo. Mariano Mendizábal fut le premier gouverneur de la nouvelle province.
À l'annonce de ce qui s'était passé à San Juan, un contingent militaire formé de deux compagnies de chasseurs et de deux pièces d'artillerie, fut envoyé depuis Mendoza. Il se mit en route le 10 mars, mais s'arrêta à Pocito le 14 mars, dans l'espoir d'une révolte de la population sanjuanine contre le nouveau pouvoir. Mais comme rien de tel ne se produisit, il retourna à Mendoza.
Le 21 mars Mendizábal fut renversé, et le nouveau gouverneur, José Ignacio Fernández de Maradona, signa dès le 23 un accord avec les représentants du gouverneur de Mendoza, Pedro José Campos, qui reconnut l'autonomie de San Juan.
La province de San Juan n'adopta sa constitution que le 7 avril 1856.
En 1861 un certain Juan Saá envahit la province, mit les faibles forces de celle-ci en déroute et captura le gouverneur légitime, Antonino Aberastain. Ce dernier fut exécuté.
En 1862, Domingo Faustino Sarmiento, devint gouverneur et réussit en deux ans à changer la physionomie de la province, ouvrant de nouvelles routes, créant de nouvelles écoles. Il développa l'agriculture, créa des projets miniers, impulsa le peuplement grâce à l'arrivée de nouveaux immigrants.
En 1870 on réalisa la première division politique de la province en 18 départements.
En 1887, la province de San Juan avait une population de 102 000 habitants, 85 214 hectares de terre cultivées par irrigation artificielle, grâce à un réseau de canaux, dont seulement 3 634 étaient des vignobles.

## Agglomérations principales

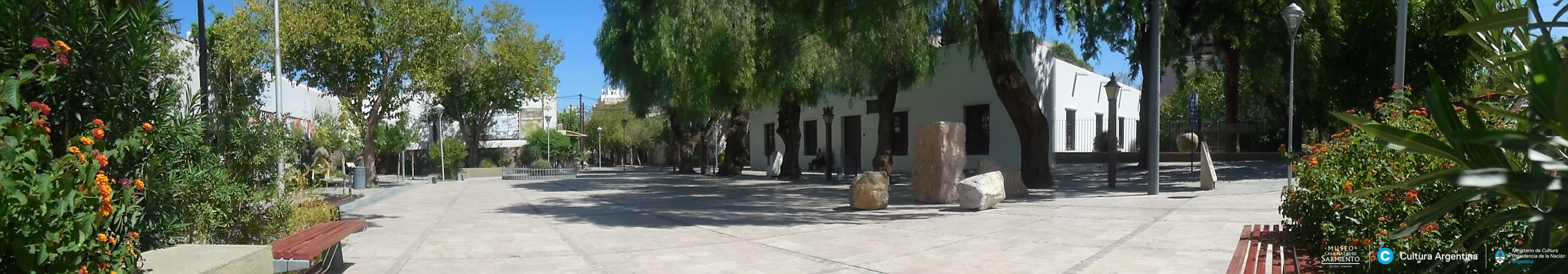
Maison natale de Domingo Faustino Sarmiento, site le plus visité de la ville de San Juan.

Nombre d'habitants d'après le recensement de 2010 - Entre parenthèses, le(s) département(s) concerné(s) :
- Grand San Juan : 461 213 habitants en 2010 (départements Capital, Rawson, Rivadavia, Chimbas, Santa Lucía et Pocito). La ville est la dixième plus grande agglomération du pays. C'est une ville d'architecture moderne, avec de larges rues et avenues fort bien tracées et dotées d'une très belle végétation d'arbres de diverses espèces, irrigués par un réseau de canaux et de conduites. De ce fait on la connait sous le surnom de « ville oasis ». Les anciennes constructions et bâtiments historiques furent détruits lors du séisme de 1944 qui fit plus de 10 000 morts.
- Caucete : 38 343 habitants (en 2010) (département de Caucete). Située à l'est de San Juan et de sa vaste oasis, la ville consacre l'essentiel de ses activités à la vitiviniculture. La majeure partie des terres environnantes s'est en effet transformée en un vaste vignoble.
- Villa General San Martín - Campo Afuera (es) : 18 205 habitants (Albardón). Située au nord de San Juan, en bordure du río San Juan et au pied des monts cerros Villicum, Lomas del Rincón et Las Tapias, la ville est au centre d'une riche zone irriguée où l'on cultive vigne, fruits et légumes.
- Villa Aberastain - La Rinconada : 11 879 habitants (Pocito)
- San José de Jáchal : 10 993 habitants (Jáchal), au sein d'une belle oasis entourée de hauts sommets, la ville a gardé un cachet colonial marqué.
- Media Agua : 6 784 habitants (Sarmiento)
- Villa Borjas - La Chimbera : 4 675 habitants (Veinticinco de Mayo)
- Villa El Salvador - Sefair Talacasto : 3 962 habitants (Angaco)
- Villa San Agustín : 3 900 habitants (Valle Fértil)
- Villa Ibáñez : 3 720 habitants (Ullum)
- Villa Santa Rosa : 3 318 habitants (Veinticinco de Mayo)
- Los Berros (es) : 3 252 habitants (Sarmiento)
- Barreal (es) - Pituil : 3 202 habitants (Calingasta)
- Nueve de Julio : 3 107 habitants (Nueve de Julio)
- Villa Basilio Nievas : 3 044 habitants (Zonda)
- Rodeo : 2 393 habitants (Iglesia)
- Villa Don Bosco (es) : 2 107 habitants (San Martín)
- Calingasta : 2 039 habitants (Calingasta)
- San Martín : 1 904 habitants (San Martín)
- Las Chacritas (es) : 1 572 habitants (Nueve de Julio)

## Voies d'accès

### Voie routière

route nationale 38.

La province est traversée au centre par la route nationale 40 qui suit un trajet sud-nord, entre la région de Media Agua au sud et la province de La Rioja au nord.

A l'ouest de la province, également du sud vers le nord, la route nationale 149 relie la route nationale 7 dans la ville d'Uspallata en province de Mendoza, à la route nationale 150, au niveau de la localité de Las Flores, en province de San Juan.
D'est en ouest, la province de San Juan est traversée par la route nationale 20 qui va de Córdoba à San Juan.
Plus au nord, d'est en ouest aussi, la route nationale 150 relie la localité de Patquía en province de La Rioja et donc la route nationale 38, avec le col andin Paso de Agua Negra, à 4 779 mètres d'altitude, à la frontière avec le Chili. Elle croise la route nationale 40 au niveau de San José de Jáchal, puis la route nationale 149 qui court vers le sud au pied des Andes en direction de l'Aconcagua. La RN 150 relie ainsi l'Argentine au port de La Serena sur l'océan Pacifique (IVe Région de Coquimbo).

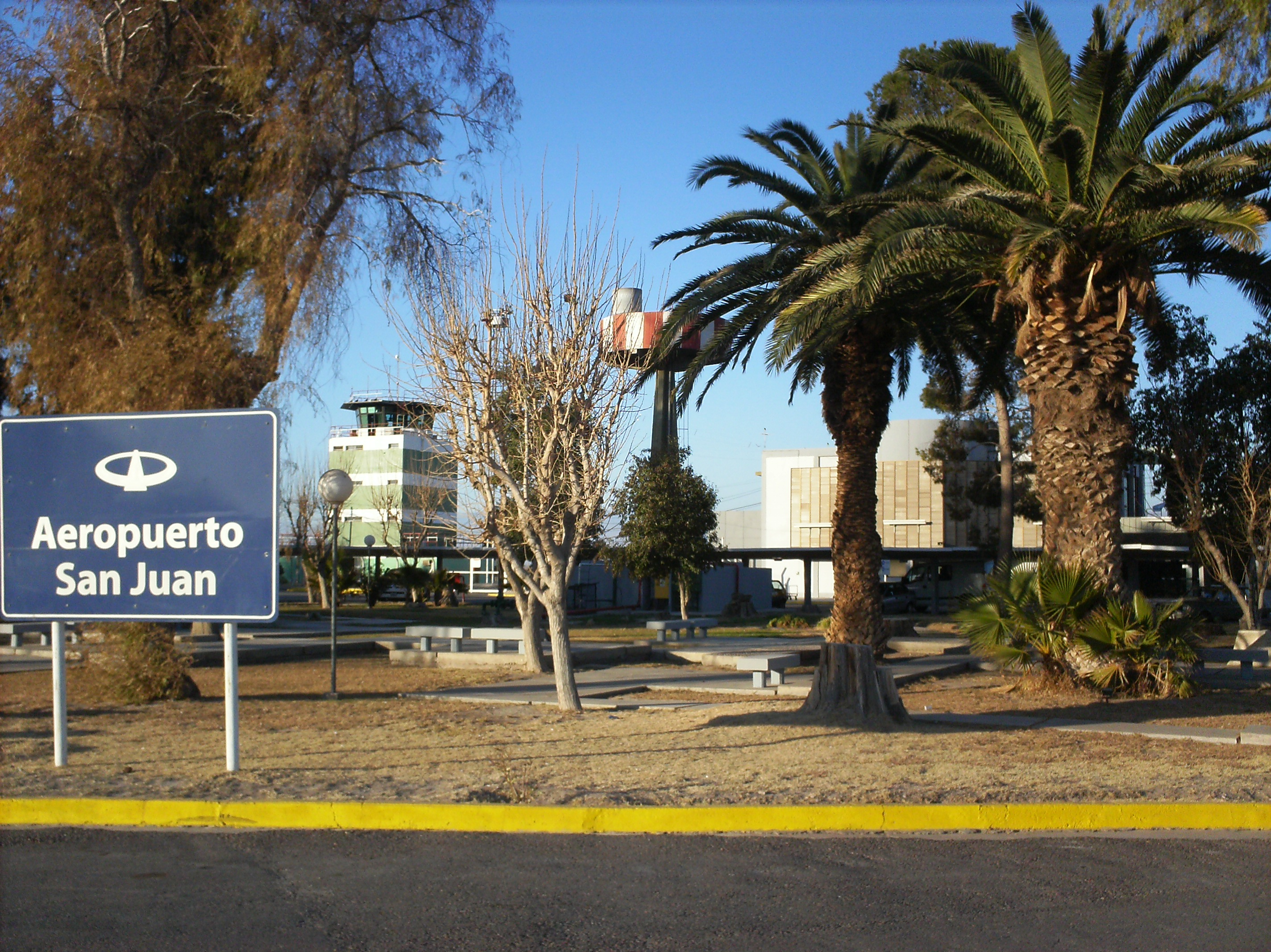
Entrée se l'aéroport de San Juan à Las Chacritas

### Voie aérienne
La ville de San Juan possède un aéroport, appelé Aeropuerto Domingo Faustino Sarmiento qui se situe à neuf kilomètres à l'est de la ville dans la localité de Las Chacritas (Département de 9 de julio). Ses coordonnées sont 31° 34′ 18,7″ S, 68° 25′ 23″ O. Code OACI : SANU - Code IATA : UAQ.
Il assure des vols nationaux vers Buenos Aires à raison de 19 vols hebdomadaires (aéroport Jorge-Newbery) et des vols internationaux vers Santiago du Chili (Aeropuerto Internacional Comodoro Arturo Merino Benítez) à raison de trois par semaine. La longueur de sa piste est de 2 460 mètres.

## Climat
| Mois                     | jan. | fév. | mars | avril | mai  | juin | jui. | août | sep. | oct. | nov. | déc. | année |
| ------------------------ | ---- | ---- | ---- | ----- | ---- | ---- | ---- | ---- | ---- | ---- | ---- | ---- | ----- |
| Température moyenne (°C) | 27   | 25,7 | 22,4 | 17,5  | 12,2 | 7,8  | 7,8  | 10,8 | 14   | 19,7 | 23,5 | 26,4 | 17,7  |
| Précipitations (mm)      | 18   | 20   | 12   | 3     | 2    | 3    | 7    | 3    | 7    | 4    | 9    | 11   | 99    |

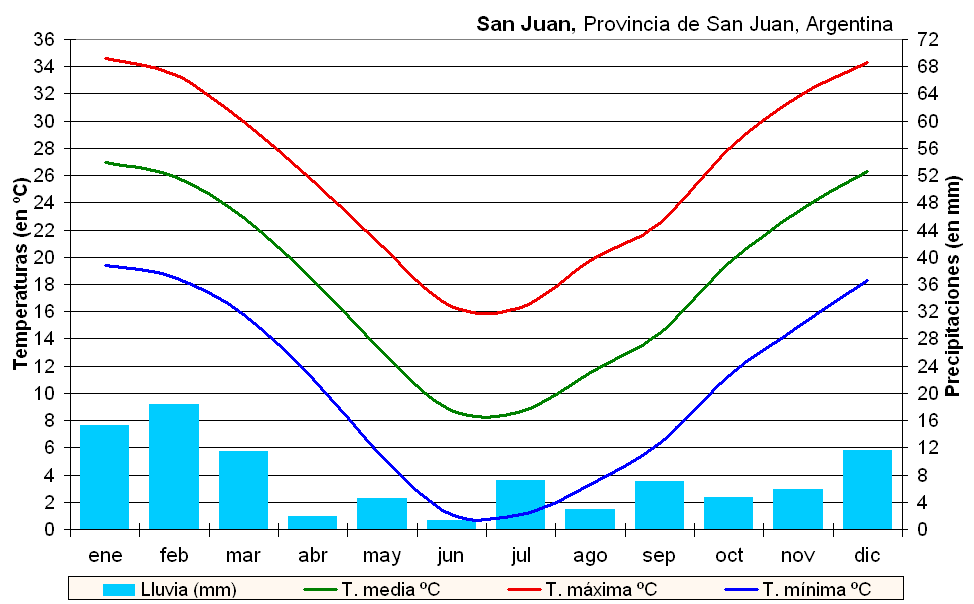
Climogramme de la ville de San Juan

Il faut remarquer qu'avec des précipitations moyennes de 99 mm, le climat est plus sec à San Juan qu'à Nouakchott en Mauritanie ou qu'à Riyad, au cœur de l'Arabie Saoudite.

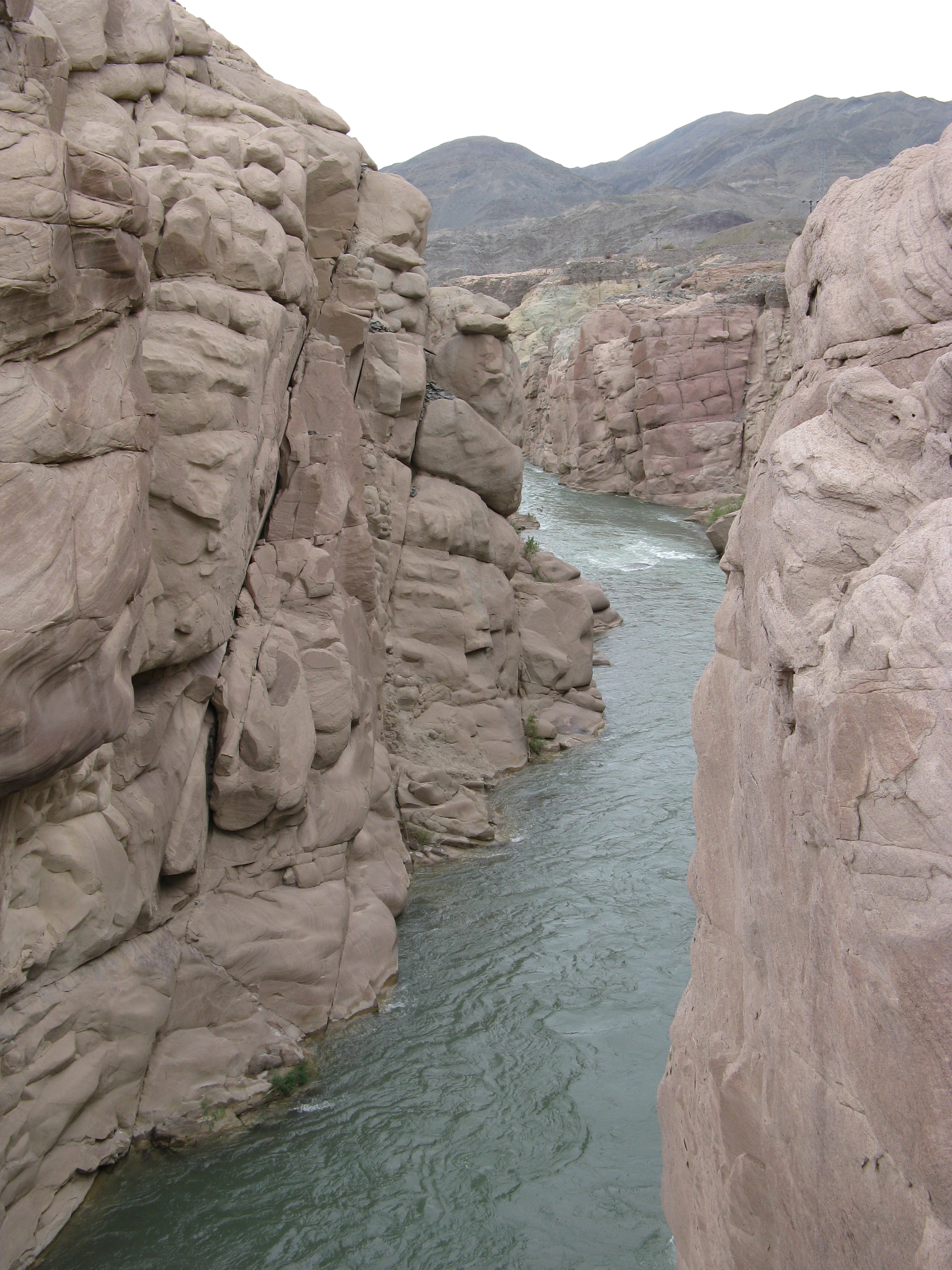
Le cañón du Río Jáchal en province de San Juan.

Une particularité de la province est l'existence d'un vent local, le Zonda. C'est un vent chaud et desséchant qui souffle de l'ouest, de l'océan Pacifique. Il est rendu chaud et sec par un effet de foehn extrême, qu'il acquiert en traversant les montagnes très élevées de la Cordillère des Andes, où se trouvent plusieurs des pics les plus élevés d'Amérique. Les zones de la précordillère, les travesías et les Sierras pampéennes dans la province de San Juan, ont eu ainsi en général, au XXe siècle, un climat aride de sierras et de plaines, avec des oasis d'irrigation.

## Ressources hydriques
La précordillère est traversée d'ouest en est par des rivières issues des Andes et appartenant au système fluvial du Río Desaguadero (les ríos Jáchal et San Juan), dont le cours supérieur appelé río de los Patos (rivière des canards) a un débit moyen considérable pour la région, surtout en été grâce à la fonte des neiges et des glaciers andins. Ces cours d'eau irriguent des vallées fluviales de grande importance économique. À l'extrême sud-est de la province, aux limites des provinces de Mendoza et de San Luis se trouvent les lagunas de Guanacache (ou de Huanacache), où se perd le río San Juan. C'est une vaste zone humide de première importance pour l'ensemble de la région de Cuyo par sa grande richesse floristique et faunistique.
D'autre part, le río Huaco, dans le département de Jáchal et le río Valle Fértil, dans celui de Valle Fértil, sont aussi de grande importance pour la province. Celle-ci compte en outre une série de petits cours d'eau ou torrents de montagne à forte pente. Parmi les plus importants, on peut citer l'arroyo de Agua Negra, l'arroyo de Agua Blanca, l'arroyo Iglesia.
D'importants ouvrages hydrauliques de retenue ont été construits ou sont en construction sur ces divers cours d'eau :

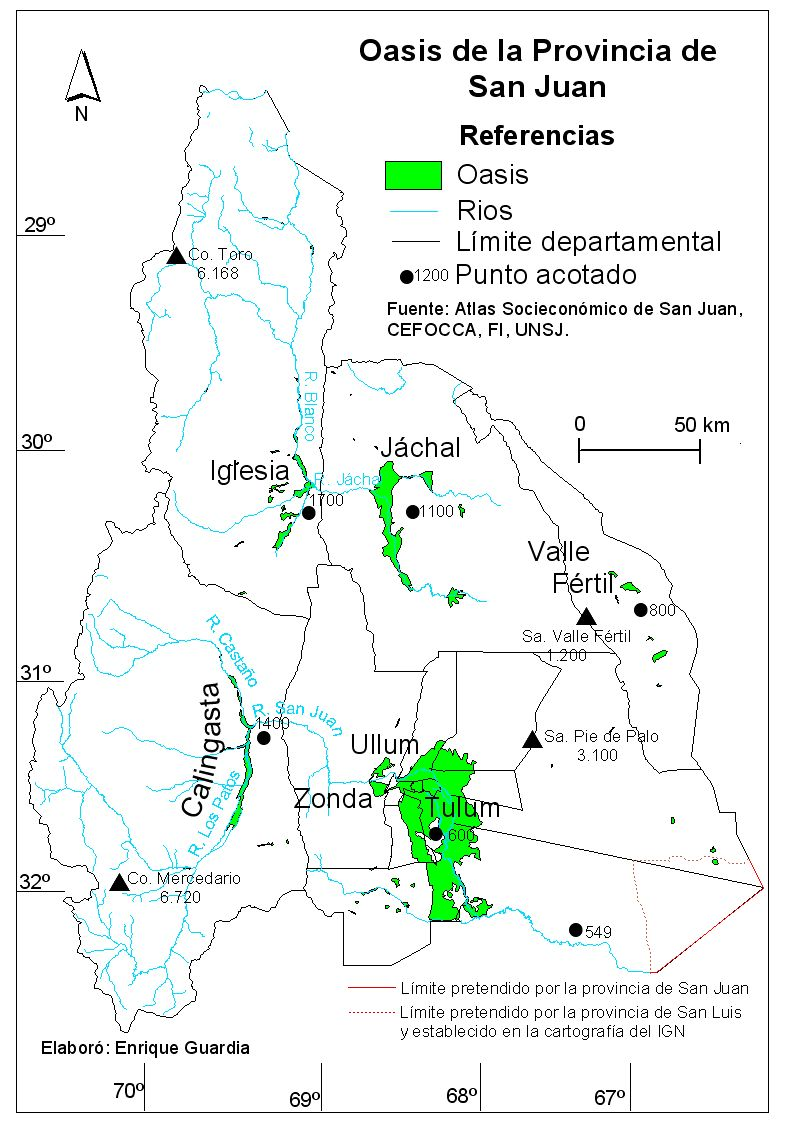
Localisation des oasis de la province de San Juan.

| Barrage           | Cours d'eau      | Utilisation                               | Département   |
| ----------------- | ---------------- | ----------------------------------------- | ------------- |
| Ullum             | río San Juan     | Irrigation, loisirs, génération d'énergie | Ullum - Zonda |
| Caracoles         | río San Juan     | Irrigation, génération d'énergie          | Ullum - Zonda |
| Cuesta del Viento | río Jáchal       | Loisirs et énergie                        | Iglesia       |
| Cauquenes         | río Huaco        | Irrigation                                | Jáchal        |
| San Agustín       | río Valle Fértil | Irrigation                                | Valle Fértil  |

### Le Valle del Tulum
Le Valle del Tulum (Val de Tulum) est une grande oasis située au centre-sud de la province, dans laquelle 90 % de la population provinciale se concentre et notamment l'agglomération du Grand San Juan. Il est entouré d'un relief très accidenté et profondément aride. À l'ouest s'élève la Sierra Chica de Zonda, un système montagneux appartenant à la précordillère de San Juan. À l'est se trouvent les sierras de Pie de Palo, qui font partie du système des sierras pampéennes, et au nord les serranías de Villicúm, système appartenant aussi à la précordillère. Le sud s'ouvre sur une large zone hautement désertique se prolongeant au nord de la province de Mendoza.
Le Valle del Tulúm est irrigué par le río San Juan.
Plusieurs barrages et digues ont été construits, et notamment le barrage d'Ullum. Le système d'irrigation du barrage d'Ullum consiste en canaux et rigoles construits en ciment. L'ensemble naît à partir d'une digue qui amène l'eau de la rivière vers un canal central, lequel dirige l'eau vers une deuxième digue ou digue de répartition, le barrage Jose Ignacio de la Roza. Au départ de ce second barrage, l'eau est répartie dans trois canaux principaux.

## Subdivisions
La province est divisée en 19 départements. La Constitution qui régit la province fut sanctionnée en 1986.

En vert, la région du Nouveau Cuyo

| Département         | Surface (km2) | Population (2001) | Population (2010) | Chef-lieu                     | Carte des départements                              |
| ------------------- | ------------- | ----------------- | ----------------- | ----------------------------- | --------------------------------------------------- |
| Albardón            | 945           | 20 413            | 19 266            | Villa General San Martín      | Division administrative de la province de San Juan. |
| Angaco              | 1 865         | 7 570             | 8 125             | El Salvador                   | Division administrative de la province de San Juan. |
| Calingasta          | 22 589        | 8 176             | 8 588             | Tamberías                     | Division administrative de la province de San Juan. |
| Capitale            | 30            | 112 778           | 109 123           | San Juan                      | Division administrative de la province de San Juan. |
| Caucete             | 7 502         | 33 609            | 38 343            | Caucete                       | Division administrative de la province de San Juan. |
| Chimbas             | 62            | 73 829            | 87 739            | Villa Albarracín de Sarmiento | Division administrative de la province de San Juan. |
| Iglesia             | 19 801        | 6 737             | 9 099             | Rodeo                         | Division administrative de la province de San Juan. |
| Jáchal              | 14 749        | 21 018            | 21 730            | San José de Jáchal            | Division administrative de la province de San Juan. |
| Nueve de Julio      | 185           | 7 652             | 9 307             | Nueve de Julio                | Division administrative de la province de San Juan. |
| Pocito              | 515           | 40 969            | 53 162            | Villa Aberastain              | Division administrative de la province de San Juan. |
| Rawson              | 300           | 107 740           | 114 368           | Villa Krause                  | Division administrative de la province de San Juan. |
| Rivadavia           | 157           | 76 150            | 82 641            | Rivadavia                     | Division administrative de la province de San Juan. |
| San Martín          | 435           | 10 140            | 11 115            | Villa San Martín              | Division administrative de la province de San Juan. |
| Santa Lucía         | 45            | 43 565            | 48 087            | Santa Lucía                   | Division administrative de la province de San Juan. |
| Sarmiento           | 2 782         | 19 092            | 22 131            | Media Agua                    | Division administrative de la province de San Juan. |
| Ullum               | 4 391         | 4 490             | 4 886             | Villa Ibáñez                  | Division administrative de la province de San Juan. |
| Valle Fértil        | 6 419         | 6 864             | 7 222             | Villa San Agustín             | Division administrative de la province de San Juan. |
| Veinticinco de Mayo | 4 519         | 15 193            | 17 119            | Villa Santa Rosa              | Division administrative de la province de San Juan. |
| Zonda               | 4 391         | 4 038             | 4 863             | Villa Basilio Nievas          | Division administrative de la province de San Juan. |
| Total province      | 89 651        | 627 913           | 681 055           | San Juan                      | Division administrative de la province de San Juan. |

### La région du Nuevo Cuyo
Le 22 janvier 1988, les gouverneurs des provinces de La Rioja, Mendoza, San Juan et San Luis ont signé le Traité d'Intégration économique du Nuevo Cuyo.
Cet acte fait partie du processus de régionalisation en Argentine. Il est basé sur l'article 124 de la Constitution nationale.
Ce Traité d'Intégration économique du Nuevo Cuyo a donné naissance à une nouvelle région. Il a pour but de Fortifier l'intégration de la région en améliorant les moyens de communication et de transport, en promouvant l'offre de biens et de services régionaux, tant sur le plan national qu'international, et l'exécution d'entreprises productives et commerciales avec d'autres pays, spécialement les pays latino-américains.
L'organe de gouvernement de la région est constituée par l'Asamblea de Gobernadores (Assemblée des Gouverneurs), qui est l'instance de décision la plus élevée en ce qui concerne la fixation des règles pour l'intégration et la définition des politiques.
Il existe aussi un Comité exécutif formé par les ministres de l'Économie des provinces de San Juan et de Mendoza, et les ministres du Trésor et des Travaux publics des provinces de La Rioja et de San Luis. Cet organe a pour mission de formuler les différentes propositions pour la prise de décision et l'exécution de ces décisions.

## Démographie
D'après l'INDEC (Institut argentin des statistiques et des recensements), en 2003, la population était estimée à 662 439 habitants. Toujours selon l'INDEC, elle se montait à 695 640 habitants en juin 2008.
Depuis le début du XIXe siècle, la population de la province a évolué comme suit :
|                      | 1838    | 1895      | 1914      | 1947       | 1960       | 1970       | 1980       | 1991       | 2001       | 2010       |
| -------------------- | ------- | --------- | --------- | ---------- | ---------- | ---------- | ---------- | ---------- | ---------- | ---------- |
| Province de San Juan | 28 000  | 84 251    | 119 252   | 261 229    | 352 387    | 384 284    | 465 976    | 528 715    | 627 913    | 681 055    |
| Total Argentine      | 674 000 | 4 044 911 | 7 903 662 | 15 893 811 | 20 013 793 | 23 364 431 | 27 949 480 | 32 615 528 | 37 156 195 | 40 091 359 |

Les chiffres de 1838 sont des estimations. La croissance démographique, assez lente au XIXe siècle et nettement moindre que celle de l'ensemble du pays, a été assez semblable à cette dernière tout au long du XXe siècle.
En 1895, il y avait plus ou moins 84 251 habitants qui peuplaient le territoire, vaste comme près de trois fois la Belgique. Un bon siècle plus tard, en 1991, ils dépassaient le demi-million.
Enfin la natalité élevée observée dans la province (13 119 naissances en 2000, et 14 785 en 2004, soit un taux de 22,5 pour mille) laisse entrevoir, une importante croissance démographique dans les prochaines décennies.
Les projections de population effectuées par l'INDEC (Institut argentin des statistiques et des recensements) prévoient une population se montant à 705 378 habitants en 2009 et 762 857 en 2015, soit un accroissement de plus de 9 000 personnes annuellement. La province continuerait donc ainsi sa progression à un rythme de l'ordre de 1,3 % annuellement,.

### Évolution prévue jusque 2040
D'après les dernières évaluations de l'INDEC (prévisions portant sur la période 2010-2040), il y aurait 764 464 habitants dans la province en 2018, c'est-à-dire une augmentation de l'ordre de plus de 10 000 personnes annuellement durant cette période de huit ans, ce qui confirme la croissance rapide de la population observée ces dernières décennies depuis 1970, croissance nettement supérieure à celle de la totalité du pays. À l'horizon 2040, l'INDEC prévoit une population de 926 479 habitants, soit une augmentation de quelque 247 000 habitants entre 2010 et 2040, soit plus de 36 % de hausse en 30 ans, rythme nettement supérieur aux prévisions faites pour l'ensemble du pays (30 à 31 % en trente ans).
Résumé de l'évolution du chiffre de la population, selon les prévisions de l'INDEC, concernant les prochaines décennies jusque 2040 :
|                      | 2001       | 2010       | 2020       | 2030       | 2040       |
| -------------------- | ---------- | ---------- | ---------- | ---------- | ---------- |
| Province de San Juan | 627 913    | 681 055    | 781.217    | 860.152    | 926.479    |
| Total Argentine      | 36.260.130 | 40.091.359 | 45.376.763 | 49.407.265 | 52.778.477 |

## Flore
La province se caractérise par une extrême aridité interrompue par les oasis (appelés ici valles) formés le long des rivières nées des glaciers andins.
De ce fait, la végétation xérophylle est la plus commune. La strate arborée comprend notamment et principalement l'algarrobo (es) (prosopis flexuosa) et le chañar (geoffroea decorticans). La strate arbustive comprend des jarillas (larrea), des chilcas ou tolas (baccharis), de l'Atriplex et de l'alpataco (es) (prosopis alpataco).
Dans la Réserve Valle Fértil, on peut aussi voir l'algarrobo blanco (Prosopis alba), l'algarrobo negro (Prosopis nigra), le quebracho blanco (Aspidosperma quebracho-blanco), le quebracho colorado(Schinopsis balansae), le tala (Celtis tala) et le mistol (es) (Ziziphus mistol).
Dans la réserve Don Carmelo (es) située dans les Andes à plus de 3.000 mètres d'altitude, on trouve de la jarilla (Larrea divaricata (es)), l'ala de loro (Monttea aphylla), et les espèces de la Puna comme le tomillo mocho (Junellia seriphioides) et la tramontane (Ephedra breana (es)). On y trouve de plus la yerba loca (Astragalus), la leña piedra (Azorella trifurcata), le coironcito (Carex maritima), l'alferilo (Erodium cicutarium), la tuna (Lobivia formosa), l'oxalis petite oseille (Oxalis acetosella), la chicorée amère (Taraxacum officinale), la tola (Baccharis incarum (es)) et aussi la hierba santa (Pachylaena atriplicifolia) .

## Faune
Les différents animaux se distribuent selon l'altitude et la végétation, celle-ci représentant la base de l'alimentation de toute pyramide des espèces.
Certaines espèces composant la faune de la province sont très recherchées par les braconniers qui déciment les populations et transforment des espèces jadis florissantes en espèces menacées d'extinction. Un des animaux les plus menacés de la provincia de San Juan est la vigogne traquée pour la valeur de sa laine. Sont également en danger l'iguane, le condor des Andes et le renard gris d'Argentine, ainsi que les tortues terrestres. C'est la raison pour laquelle les autorités ont décidé de protéger la vigogne en créant le parc national San Guillermo, élargi bientôt par une vaste réserve de la biosphère sous les auspices de l'Unesco .

### Mammifères
San Juan présente une faune composée d'une grande variété d'espèces andines, patagoniques et pampéennes. Les mammifères que l'on rencontre dans la province sont : le guanaco, la vigogne, le renard gris, le puma, le mara, la viscache, les opossums, le furet, le pécari à collier, le ragondin, le grand chinchilla, le tatou des Andes (Chaetophractus nationi).
On peut également observer sur le territoire de la province le chat de Geoffroy, le renard de Magellan (Lycalopex culpaeus), la mouffette (Conepatus chinga), le colocolo ou gato de los pajonales (Leopardus colocolo), le tatou tronqué (Chlamyphorus truncatus).

### Oiseaux
La grande diversité de conditions naturelles observée dans la province entraîne une aussi grande diversité dans la faune aviaire. Dans la zone andine (par exemple dans parc national San Guillermo), on peut observer le nandou de Darwin (pteroctemia tarapacensis) et le tinamou quioula (Tinamotis penlandii), tous deux espèces en danger. On trouve également le flamant du Chili (Phoenicopterus chilensis), le caracara montagnard (Phalcoboenus megalopterus), le condor des Andes (Vultur gryphus), la foulque cornue (Fulica cornuta), la maubèche des champs (Bartramia longicauda), le puco-puco ou thinocore de d'Orbigny (Thinocorus orbignyianus), la colombe aymara (Metriopelia aymara), le colibri à flancs blancs (Oreotrochilus leucopleurus) . Notons aussi la présence de la buse couronnée (Harpyhaliaetus coronatus), de la colombe de Moreno (Metriopelia morenoi), du phrygile à tête noire (Phrygilus atriceps), de la géositte à ailes rousses (Geositta rufipennis), du flamant de James (Phoenicopterus jamesi), et du synallaxe marron (Asthenes steinbachi).
Dans les zones humides telles les Lagunes de Guanacache, on constate une belle diversité d'oiseaux aquatiques, représentants tant de la région du Chaco, dont les cigognes maguari ou tuyangos (Ciconia maguari) et kamichis à collier (Chauna torquata), que de la région pampéenne comme l'ibis à face nue (Phimosus infuscatus) et le flamant du Chili (Phoenicopterus chilensis).
Au nord-est de la province, au sein du parc naturel provincial Valle Fértil, on peut observer une avifaune qui ne se rencontre que dans la région. Par exemple le fauconnet à ailes tachetées (Spiziapteryx circumcincta) et le tantale d'Amérique (Mycteria americana). Egalement le pic des cactus
(Melanerpes cactorum), le grimpar porte-sabre (Drymornis bridgesii), le pic vert et noir ou localement carpintero real (Colaptes melanochloros), le tangara bleu et jaune ou oiseau aux sept couleurs (Thraupis bonariensis), le saltator à bec orange (Saltator aurantiirostris), le tyran quiquivi (Pitangus sulphuratus), le merle à ventre roux (Turdus rufiventris), le conure à tête bleue (Thectocercus acuticaudatus) et le tinamou des Andes (Nothoprocta pentlandii).
Dans le parc Presidente Sarmiento, la richesse ornithologique est aussi très importante. On a enregistré la présence d'exemplaires de la grande Aigrette (Ardea alba), de l'urubu à tête rouge (Cathartes aura), du canard à queue pointue (Anas georgica), du caracara chimango (Milvago chimango), du foulque leucoptère (Fulica leucoptera), de l'échasse d'Amérique (Himantopus mexicanus), du vanneau téro ou tero común (Vanellus chilensis) et du pic vert et noir (Colaptes melanochloros).

Les petits oiseaux chanteurs ou passeriformes sont amplement représentés par le rara du Paraguay (Phytotoma rutila), l'ada clignot (Hymenops perspicillatus), le  doraditos limón (Pseudocolopteryx citreola), le carouge galonné (Agelasticus thilius) et l'embernagre à cinq couleurs (Embernagra platensis), parmi bien d'autres.
L'aire naturelle protégée La Ciénaga, située dans le département de Jáchal et s'étendant sur 9 600 hectares au nord de la province (à 25 km. de San José de Jáchal), est considérée comme un "sanctuaire d'oiseaux" grâce à sa richesse ornithologique. Parmi ces oiseaux, il faut citer le grèbe de Rolland ou macá común (Rollandia rolland), le cormoran vigua (Phalacrocorax brasilianus), l'urubu à tête rouge (Cathartes aura), cinq espèces de canards, dont la sarcelle cannelle appelée ici pato colorado (Anas cyanoptera), également le colibri sapho (Sappho sparganura) le colibri à flancs blancs (Oreotrochilus leucopleurus), entre autres.

Les passeriformes y sont amplement représentés, dont le rara du Paraguay (Phytotoma rutila), le Moucherolle à sourcils jaunes ou localement suirirí amarillo (Satrapa icterophrys), le merle chiguanco ou zorzal chiguanco (Turdus chiguanco), le tyran quiquivi (Pitangus sulphuratus), l'embernagre à cinq couleurs (Embernagra platensis), le saltator à bec orange ou pepitero de collar (Saltator aurantiirostris), parmi bien d'autres.

### Reptiles
On rencontre plusieurs espèces d'ophidiens dans la province; notamment la lampalagua ou Boa constrictor occidentalis, la yarará grande ou Víbora de la cruz (Bothrops alternatus), la yarará ñata (bothrops ammodytoides), la yarará chica (Bothrops neuwiedi), le faux serpent-corail (Oxyrhopus rhombifer) ainsi que le crotale cascabelle austral (Crotalus durissus terrificus). Comme autre reptile, il faut citer le tégu rouge (Salvator rufescens). Dans l'est de la province notamment dans le parc provincial d'Ischigualasto, on trouve aussi la culebra ratonera (Philodryas trilineata), le lézard du Chaco (Liolaemus chacoensis), des geckos (Homonota fasciata) et des tortues d'Argentine (Chelonoidis chilensis).

### Amphibiens
Parmi les amphibiens de la province, citons les grenouilles Leptodactylus latrans et Leptodactylus bufonius, ainsi que le crapaud Rhinella arenarum.

### Poissons
La truite, le pejerrey, les silures et les carpes, sont quelques-uns des poissons les plus répandus peuplant les rivières.

## Zones protégées
En 2009, San Juan comptait 15 aires protégées qui ensemble occupent plus de 22 % du total du territoire provincial. C'est la province du pays ayant la plus vaste surface protégée. Beaucoup parmi ces zones sont uniques sur le continent américain voire au monde pour leur valeur paléontologique ou biologique.
| Aires protégées                     | Département                 | Superficie  |
| ----------------------------------- | --------------------------- | ----------- |
| Ischigualasto (ou Valle de La Luna) | Valle Fértil                | 62 916 ha.  |
| Valle Fértil                        | Valle Fértil Jáchal Caucete | 800 000 ha. |
| San Guillermo                       | Iglesia                     | 811 460 ha. |
| Parque Sarmiento                    | Zonda                       | 748 ha.     |
| Retenue Quebrada de Ullum           | Ullum                       | 7 212 ha.   |
| Cerro Alcázar                       | Calingasta                  | 1 000 ha    |
| Reserva Don Carmelo                 | Ullum                       | 35 000 ha.  |
| Los Morrillos                       | Calingasta                  | 23 500 ha.  |
| Pedernal                            | Sarmiento                   | 17 700 ha.  |
| Loma de Las Tapias                  | Ullum Albardón              | 5 000 ha.   |
| Limo Arcilloso                      | Ullum                       | 1 200 ha.   |
| La Ciénaga                          | Jáchal                      | 9 600 ha.   |

## Économie
L'économie du San Juan est centrée sur l'agriculture, où prédomine la vigne. Dans le secteur industriel, l'élaboration de vin et de conserves d'aliments se distingue. L'activité minière a également commencé à se développer intensément avec l'extraction de divers minéraux, aux mains de différentes entreprises multinationales. Enfin, le secteur touristique s'intensifie d'année en année, et devient une importante source de revenus pour la province.
San Juan se situe en tête du classement des provinces argentines quant à la croissance des exportations, avec une hausse de quelque 476 % , durant les cinq années 2003-2007. La province est également en première place parmi les autres provinces, pour l'indice de compétitivité.

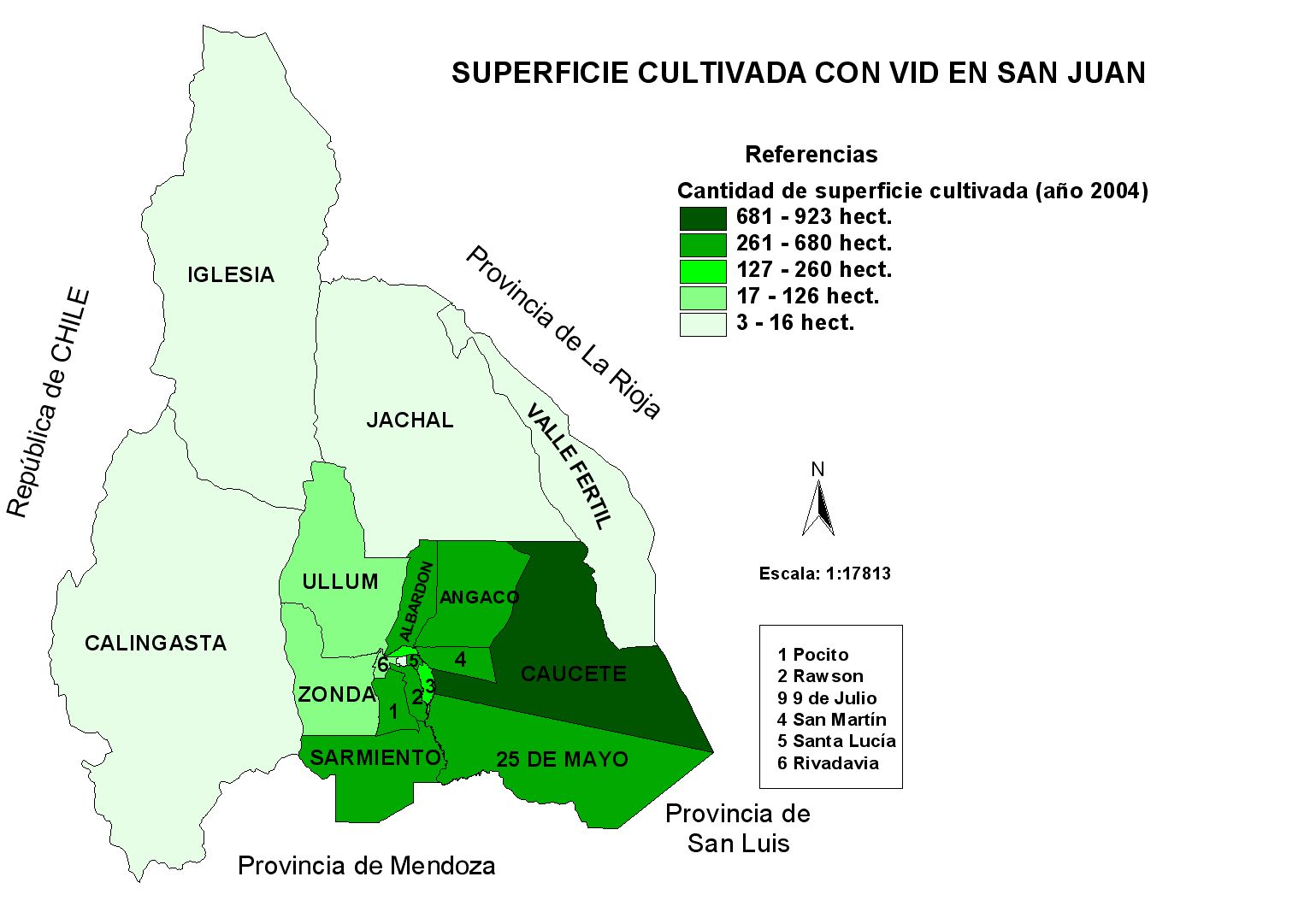
Carte de la province de San Juan, avec la superficie cultivée en vignes par département

### L'agriculture
En 2007, la superficie de la province utilisée pour l'agriculture se montait à 104 707 hectares, c'est-à-dire 1 047 kilomètres carrés, tous irrigués. Cela ne constitue cependant que moins d'1,2 % de la surface totale de la province.
Traditionnellement, l'économie de la province de San Juan est basée sur l'agriculture et spécialement sur celle de la vigne. C'est la seconde province productrice de vin argentin, surtout issus de la variété de raisins Syrah.
La vigne est arrivée à San Juan entre 1569 et 1589, amenée par les conquistadors espagnols. Favorisée par d'idéales conditions climatiques et pédologiques, la viti-viniculture a connu depuis lors un grand développement dans la province. Au début, on ne produisait qu'un volume réduit, suffisant pour satisfaire les besoins des petites communautés de la colonie. On dut cependant affronter d'importantes difficultés. D'un côté, l'aridité du climat, qui obligea de construire des digues et des systèmes d'irrigation artificielle (des canaux), et d'autre part la concurrence de produits de meilleure qualité provenant d'Europe.
San Juan est la seconde province du pays du point de vue de l'étendue du vignoble ; elle représente en effet 21,69 % 
du total en hectares plantés dans l'ensemble du pays. La plus grosse partie de la production se trouve dans la zone des oasis agricoles du Valle del Tulum, du Valle de Ullum et du Valle de Zonda, qui ensemble représentent 56 % de l'aire cultivée en vigne de la province.
La culture de l'olivier est également importante. En 2006,la superficie affectée à cette culture s'est accrue de 2 000 nouveaux hectares et l'on espère l'accroître de 1 800 hectares en 2009, répartis dans trois zones : Cañada Honda (plus de 1 300 ha), au sud de la localité de Retamito dans le département de Sarmiento (250 ha), et près de la localité d'Encón (es) dans le département de 25 de Mayo (plus de 100 hectares). Toute cette nouvelle production est destinée aux conserveries d'olives et aux huileries.
L'agriculture de la province de San Juan est aussi grosse productrice de fruits (pêches, tomates, coings, pommes, melons, pastèques, etc.) et de légumes (avec d'importantes plantations d'oignon dans l'oasis de San José de Jáchal et d'ail dans celle de Calingasta). Il faut aussi signaler l'importante production d'asperges et de courges parmi bien d'autres .
Les accroissements successifs des surfaces agricoles nécessitent toujours plus d'eau et d'énergie. Pour étendre les superficies irriguées, on a achevé la construction du barrage de Caracoles sur le río San Juan, une des infrastructures hydrauliques parmi les plus importantes d'Argentine. Cette énorme installation permettra d'ajouter quelque 17 000 hectares de cultures irriguées à l'oasis agricole du Valle del Tulum, soit plus de 15 % de la totalité des terres agricoles de la province. Mais il y a de sérieuses limites à l'extension de ces surfaces. De plus on assiste actuellement (2018) à une baisse séculaire du prix des produits agricoles sur les marchés mondiaux, si bien que la province ne peut concevoir son avenir dans ce secteur. Tôt ou tard, une reconversion massive vers d'autres types d'activités s'imposera, comme d'ailleurs dans bien d'autres provinces argentines.

### L'élevage
Comme dans le reste de la région de Cuyo, dans la province de San Juan, l'élevage n'est pas une activité importante. Actuellement l'ensemble de la région de Cuyo ne contribue qu'à raison de 4 % à la production nationale de ce secteur. La production principale de la province est celle de l'élevage caprin ainsi que quelques exploitations agricoles, les tambos qui sont spécialisées dans la reproduction et l'élevage de bétail pour l'obtention de lait. L'élevage porcin mérite aussi d'être mentionné.

### Les mines

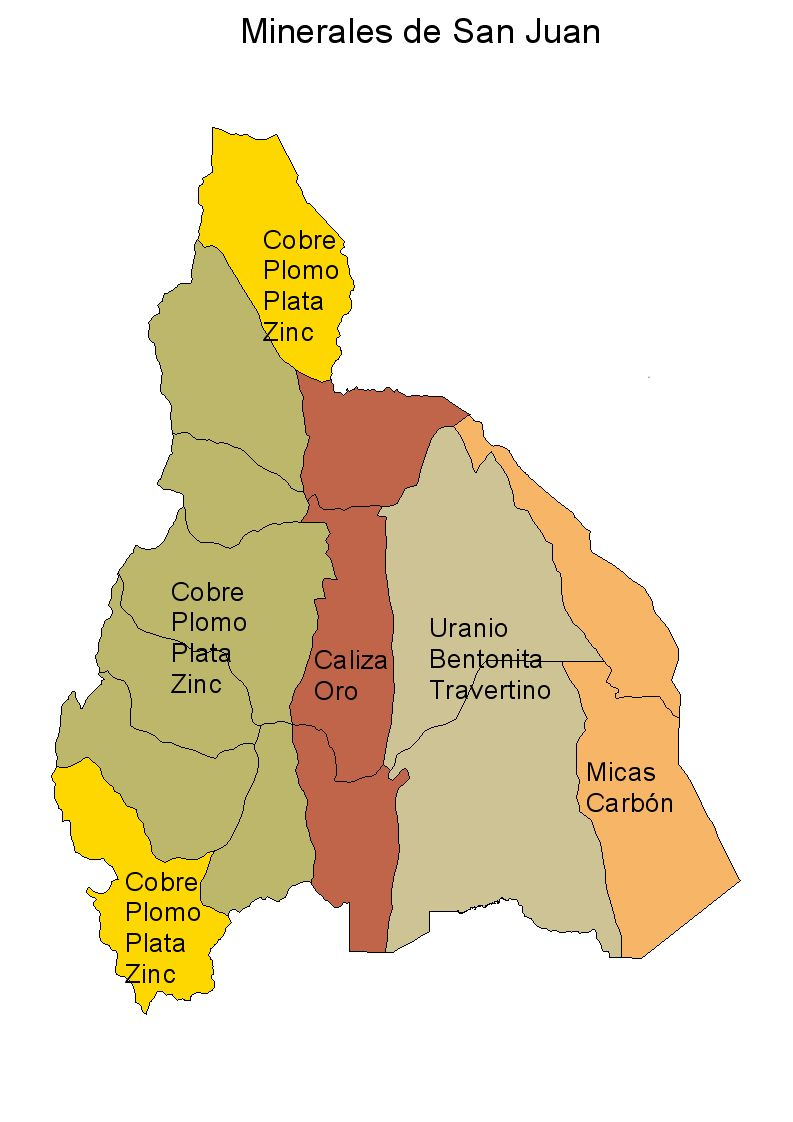
Carte de la province avec la distribution des principaux minerais exploités.

La majeure partie du territoire de la province de San Juan possède un relief éminemment montagneux, ce qui favorise l'exploitation minière. De ce point de vue, la province est l'une des plus importantes d'Argentine. Elle est riche en gisements métallifères, non métallifères, ainsi qu'en roches diverses. Les départements d'Iglesia, de Calingasta, de Jáchal,de Valle Fértil, d'Albardón, d'Angaco et de Sarmiento sont parmi les plus représentatifs de cette activité. L'industrie minière apporte quelque 58,4 % des revenus de la province.
Les principaux gisements se répartissent en plusieurs zones :
- Région occidentale de San Juan : "Cordillère Frontale et Principale": c'est la région frontière des hautes Andes, couvrant plus de 37 000 km2, dotée d'une bonne infrastructure routière. On peut y trouver des minerais comme l'or, le cuivre, le plomb, l'argent, le zinc, le molybdène, l'arsenic, le bismuth, ainsi que des roches comme le sulfate d'aluminium, le plâtre, le granite, la rhyolite etc.
- Région centrale : "Précordillère": C'est la région majeure de la province en ce qui concerne l'industrie extractive, tant pour la production de minerais industriels que pour l'extraction de diverses roches d'application. La zone a une étendue de 23 000 km2, dotés d'une assez bonne infrastructure routière. Le milieu géologique est favorable à la minéralisation de métaux de base et précieux. Il y a là un imposant potentiel de gisements de minerais industriels et de roches diverses tels le calcaire, la dolomie, la diatomite, la bentonite, le kaolin, la grave, le sulfate de soude, le travertin, le marbre et le micaschiste.
- Région orientale : "Sierras pampéennes": Cette zone possède plus de 16 000 km2 de terrains géologiquement prometteurs pour les métaux précieux et de base. Potentialité de gisements aurifères, de minerais industriels et de roches d'application tels que le marbre, le micaschiste, des pegmatites et des métaux rares[25].

À partir du début des années 2000, la province est entrée dans une période d'important développement de l'industrie minière. Auparavant cette industrie était l'apanage de petites et moyennes entreprises locales ; depuis lors l'extraction de minerais se trouve entre les mains de grandes compagnies multinationales, qui se livrent à toute sorte d'activités. Il s'est implanté dans la province un nombre imposant d'entreprises privées travaillant sur une grande variété de projets, tant et si bien qu'il a fallu procéder à de gros travaux d'amélioration des voies d'accès aux zones d'activité minière.
Le premier projet mis en route fut le projet dit Veladero ,,, l'un des plus importants du pays, par lequel dès la première année plus de 11 000 onces (1 once=32,15 grammes) d'or ont été extraites. De 2005 à 2007, 23,1 % du produit brut géographique (PBG) de la province ont été enregistrés grâce à ce projet, c'est-à-dire que près du quart de toute l'activité économique produite durant cette période est dû à ce gigantesque projet minier. 

D'autres chiffres indiquent qu'en 2007 les exportations industrielles du San Juan ont représenté une valeur totale de 457 millions de dollars, contre seulement 56 millions en 2003. Cela a permis à la province de passer, entre 2003 et 2008, du treizième au cinquième rang dans la liste nationale des exportations industrielles par province. Et l'on prévoit une progression supplémentaire des exportations provinciales pour l'année 2010. Mais d'autres projets sont en voie de réalisation.
Principaux projets de développement de l'activité minière :
- Le projet Gualcamayo, situé dans le département de Jáchal, a obtenu début 2009 son premier lingot d'or pur à 99 %[30]. Le 7 mai 2009 la mine avait déjà atteint 60 % de sa capacité de production[31], commençant ses activités définitives le 30 septembre 2009. Le projet prévoit une production de 150 000 onces d'or par an, et après 10 ans de vie utile pour l'exploitation aurifère, existera la possibilité de continuer à exploiter industriellement l'oxyde de calcium[32].
- Le projet Pascua Lama a cette particularité d'être partagé avec le voisin chilien. Il s'agit d'un des plus grands projets d'exploitation aurifère au monde[33].
- Actuellement au stade d'étude de faisabilité, il faut mentionner le projet Pachón, situé dans le département de Calingasta. En 2008 ce projet a connu une avancée importante en relation avec le développement d'infrastructures [34].

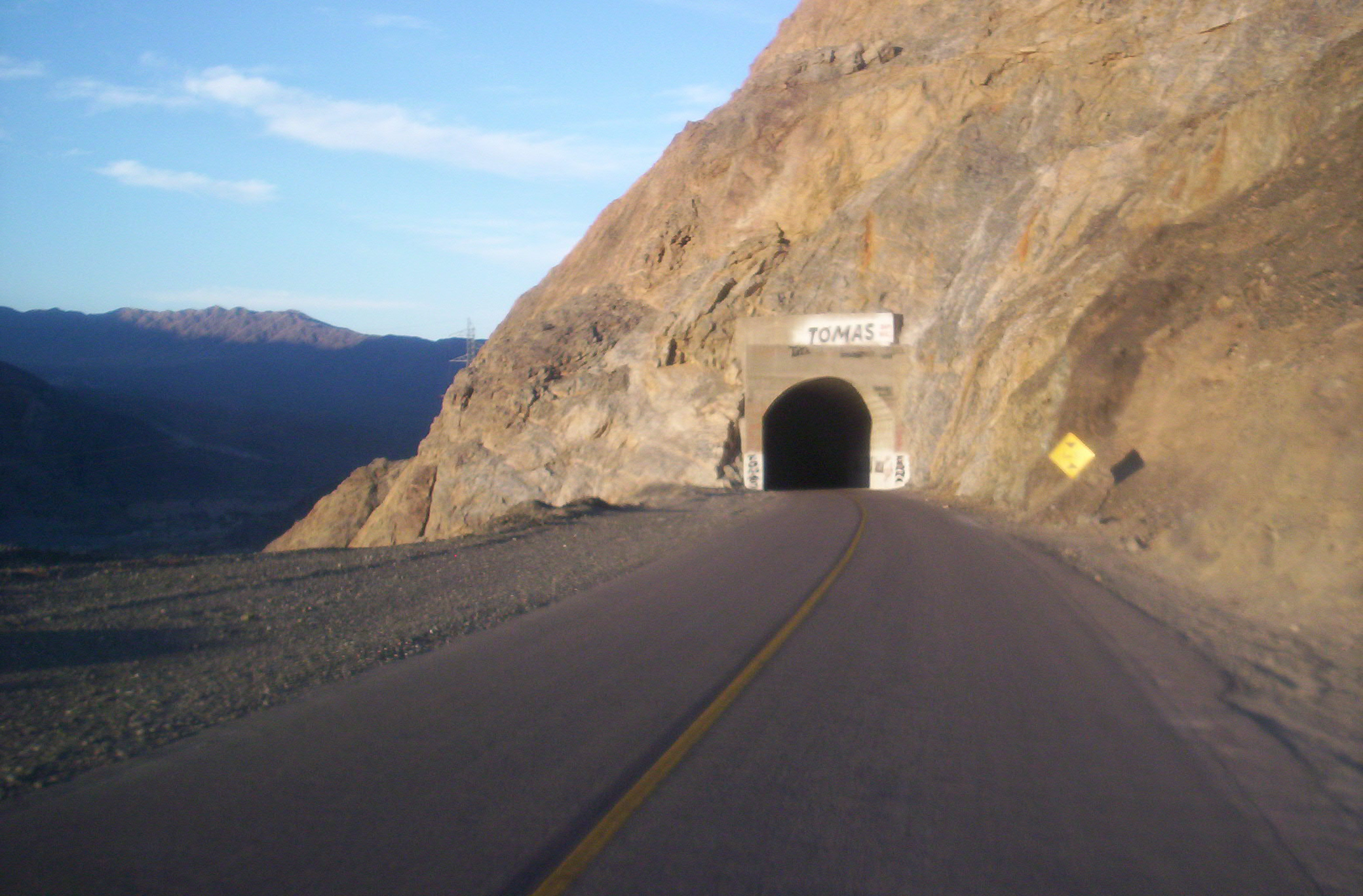
Route nationale 150 : tunnel, sur la section Rodeo - San José de Jáchal.

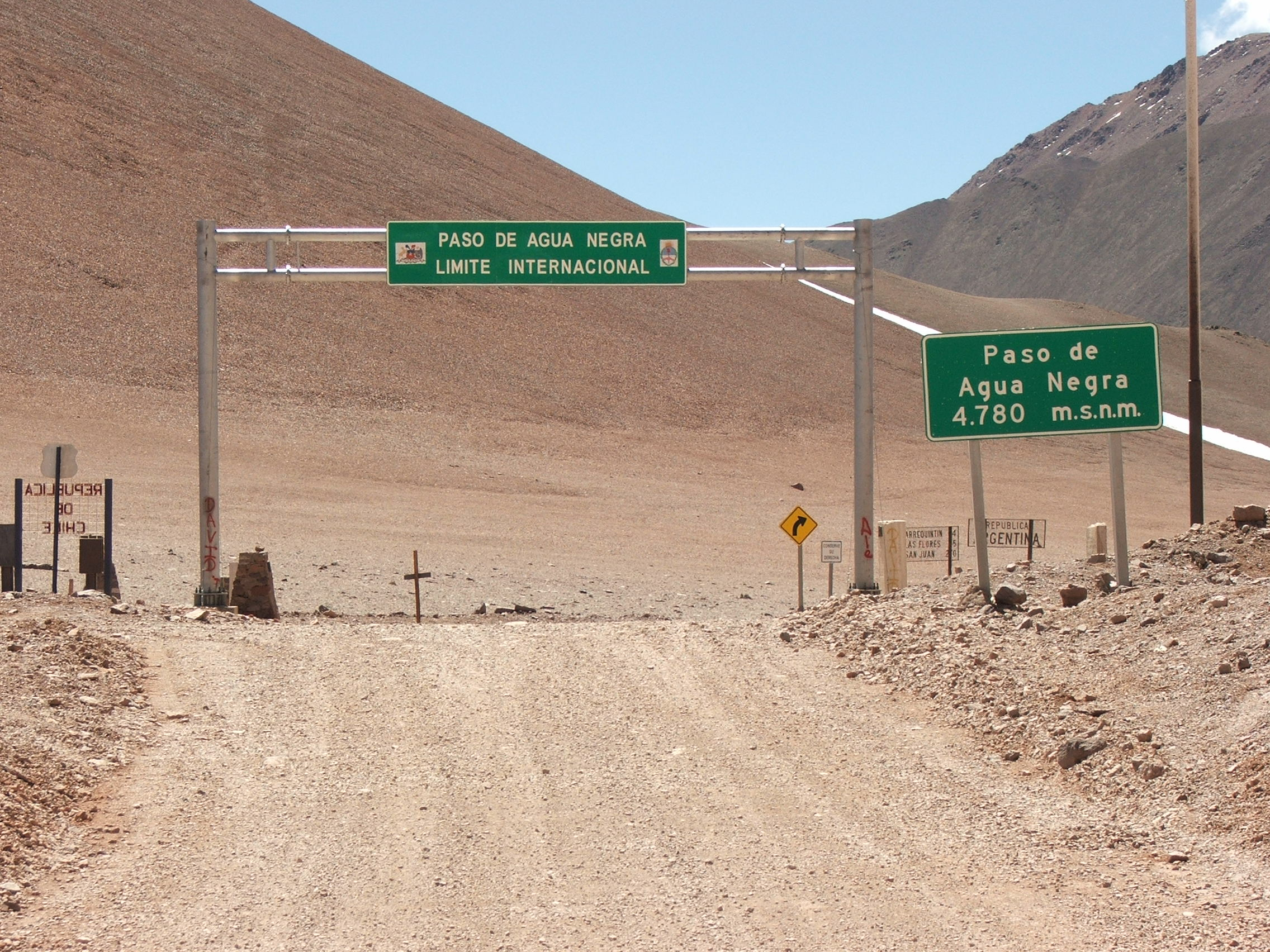
Le col andin Paso de Agua Negra à la frontière argentino-chilienne : Les travaux du tunnel international livrant passage à la route nationale 150 doivent démarrer en 2011 et se terminer en 2016.

Au total, San Juan est une des provinces argentines qui ont le plus grand potentiel pour l'exploitation du sous-sol. Elle a atteint un important développement dans la production de divers minéraux industriels, comme calcaire, la dolomie, le plâtre, le quartz, la bentonite, le feldspath, le marbre, la lauze, le ciment, le carbonate de calcium et le carbure de calcium, avec à l'avant plan l'extraction et la production de calcium et d'or .
À partir de 2006, on a commencé à rechercher du pétrole dans le sous-sol de la province, plus précisément dans les départements du nord, dans la large vallée du río Bermejo-Vinchina sur le territoire du département de Jáchal ,, également près de la ville de Tamberías, dans le département de Calingasta, à l'ouest au pied des hautes Andes,,,. En 2009, Francisco Alcoba, titulaire de l'entreprise d'État Energía Provincial Sociedad del Estado (EPSE), a déclaré que les investissements dans la recherche pétrolière ne varieraient pas malgré la crise internationale et qu'aucune des entreprises pétrolières travaillant dans la région - dont Repsol YPF - n'envisageait une baisse d'activité .

## Axe Mercosur-Chili et province de San Juan
Les pays d'Amérique du Sud ont actuellement de grands projets de travaux d'infrastructure routière et de communication - certains déjà réalisés -, devant permettre de se relier entre eux, et de stimuler ainsi leurs économies, mais aussi de relier les deux rives atlantique et pacifique du continent pour stimuler et faciliter le commerce international. Actuellement les régions les plus avancées du continent se situent sur sa rive est, atlantique, et le commerce international se développe avant tout avec l'Extrême Orient et surtout avec la Chine. Ainsi en 2008, la Chine était devenue le second partenaire commercial de l'Argentine (après le Brésil mais avant les États-Unis) avec 11 % des exportations et 18 % des importations en 2019, et premier partenaire commercial du Brésil (avant les États-Unis) avec 28 % des exportations et 21 % des importations en 2019. Il importe donc de faciliter le transport de marchandises entre la rive atlantique du continent sud-américain et l'Asie.
Jusqu'à présent la voie commerciale vers l'Asie extrême-orientale (Shanghai, Tien-Tsin, Yokohama, Vladivostok, ports coréens d'Incheon et de Pusan) consistait dans les traversées successives de l'Atlantique sud, puis de l'Océan Indien, et ensuite des détroits indonésiens. Or le trajet effectué par la traversée du Pacifique via les ports chiliens est à la fois plus court, plus aisé et plus sûr.
Parmi les grands projets définis par l'IIRSA, celui dénommé « Axe Mercosur-Chili » (Eje Mercosur-Chile) doit permettre de relier le sud et l'est industrialisé du Brésil ainsi que le río de la Plata, aux zones industrialisées et développées du centre chilien, en traversant les Andes au niveau des provinces argentines de Mendoza et de San Juan. 

Une des principales liaisons routières structurant cette vaste zone peuplée de plus de 130 millions d'habitants, relie l'est brésilien et le centre du Chili, via Santa Fe et son tunnel sous le fleuve Paraná, Córdoba, San José de Jáchal, le col andin Paso de Agua Negra et le port chilien de La Serena. Cette grande voie intercontinentale est matérialisée en province de San Juan par la route nationale 150 actuellement (2009) en voie d'achèvement.
De gros investissements sont prévus en Argentine dans la province, mais aussi dans celles de 
Córdoba, de Santa Fe et d'Entre Ríos. Le gros chantier dans la province est le tunnel d'Agua Negra (es) au niveau du col andin Paso de Agua Negra, à la frontière chilienne. Le chantier doit démarrer en 2011 et être terminé en cinq ans ; on prévoit un investissement de 800 millions d'USD.
Source : Site de l'IIRSA ,.

## Enseignement
La province compte deux universités : l'Université nationale de San Juan (UNSJ) et l'Université catholique de Cuyo toutes deux ayant leur siège à San Juan.

## Tourisme
La province offre des attractions touristiques fort intéressantes. Mais l'industrie touristique n'en est qu'à ses débuts.
En effet, fort peu peuplée, la province bénéficie de sites superbes et parfois étonnants. Les attractions sont multiples et variées : hautes montagnes et volcans, glaciers, torrents et rivières aux eaux limpides non polluées, sources thermales et oasis irriguées, lacs et zones humides, plusieurs parcs nationaux et zones protégées, etc. Citons:
- Le parc national San Guillermo
- La réserve de biosphère San Guillermo

- Le parc national El Leoncito

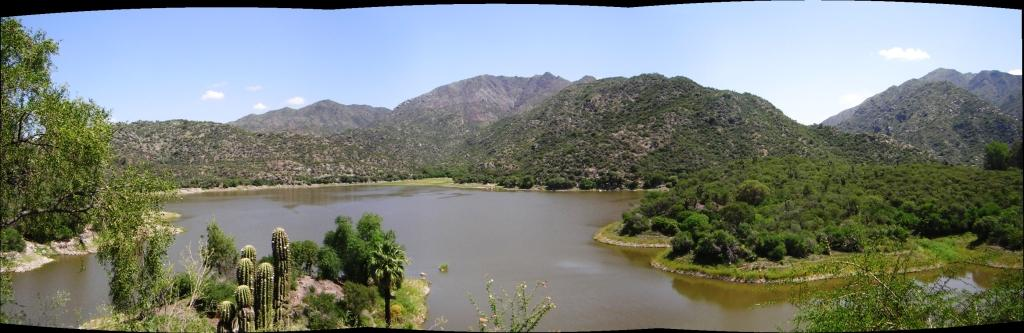
Lac du barrage San Agustín à Villa San Agustín dans le département de Valle Fértil (nord-est de la province).

- Le complexe astronomique El Leoncito
- Le parc naturel provincial Ischigualasto (Valle de la Luna), qui fait partie du Patrimoine mondial de l'UNESCO. Il est situé à l'extrême nord-est de la province de San Juan, dans le département de Valle Fértil, à quelque 330 km de la capitale San Juan. Sa superficie est de 630 km2.
- Le parc naturel provincial Valle Fértil
- La réserve Don Carmelo, réserve alto-andine située à plus de 3 000 mètres d'altitude, à 130 km. à l'ouest de la ville de San Juan, dans le département d'Ullum, à la limite avec le département de Calingasta
- L'observatoire Félix Aguilar
- Le barrage et le lac d'Ullum
- La retenue de Cuesta del Viento sur le río Jáchal, situé dans le département d'Iglesia, au nord de la province, sur le territoire de la petite ville de Rodeo.
- Les vallées vertes de la Cordillère dans les départements de Calingasta et d'Iglesia
- Pour les andinistes chevronnés, le mont Mercedario de 6720 mètres, point culminant de la province, un des plus hauts du continent.

- Les thermes de Pismanta

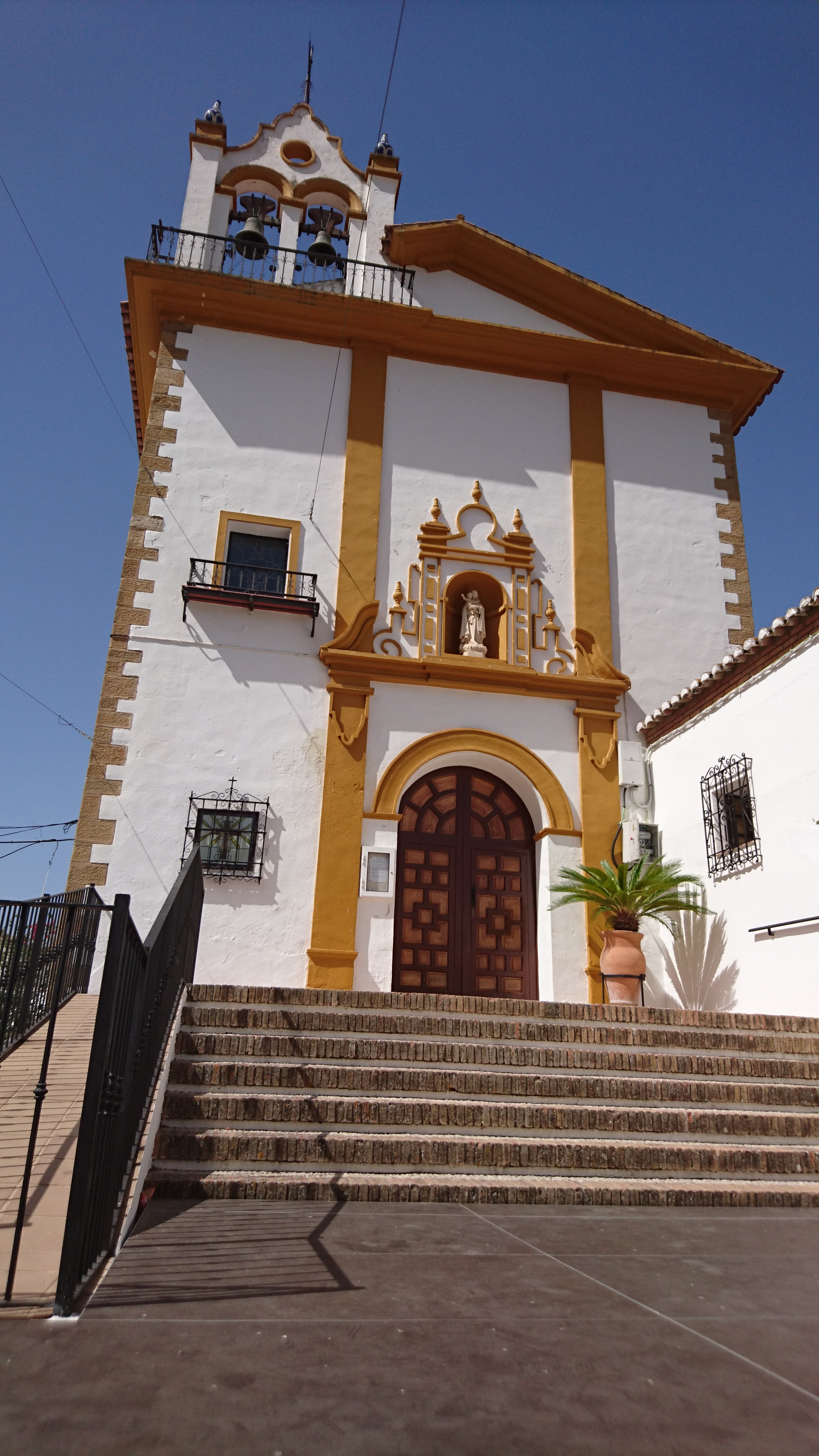
La pittoresque église de Jimera de Líbar

- Le département de Calingasta et la ville de Barreal (es)
- San José de Jáchal, ses maisons coloniales, son église du XIXe siècle (monument historique) et son étonnant monument à la casserole...
- La maison natale du président Sarmiento

### Sources
- Les informations concernant cette province argentine sont partiellement extraites de l'article Provincia de San Juan de la Wikipédia en langue espagnole.